# AIM (album)
AIM è il quinto album in studio della cantante britannica M.I.A.. È stato pubblicato il 9 settembre 2016 dalla Interscope e Polydor Records.

## Tracce
1. Borders – 4:11
2. Go Off – 3:04
3. Bird Song (Blaqstarr version) – 3:01
4. Jump In – 2:23
5. Freedun (feat. Zayn) – 4:41
6. Foreign Friend (feat. Dexta Daps) – 4:43
7. Finally – 3:00
8. A.M.P. (All My People) – 3:21
9. Ali R U OK? – 3:30
10. Visa – 2:51
11. Fly Pirate – 2:25
12. Survivor – 2:59

Tracce bonus nell'edizione deluxe
1. Bird Song (Diplo version) – 3:22
2. The New International Sound Pt. 2 (feat. GENER8ION) – 3:28
3. Swords – 2:25
4. Talk – 2:14
5. Platforms – 2:55

## Classifiche
| Classifica (2016)              | Posizione massima |
| ------------------------------ | ----------------- |
| Austria                        | 74                |
| Belgio (Fiandre)               | 48                |
| Belgio (Vallonia)              | 61                |
| Canada                         | 41                |
| Germania                       | 55                |
| Nuova Zelanda                  | 26                |
| Paesi Bassi                    | 89                |
| Regno Unito                    | 63                |
| Svizzera                       | 24                |
| Stati Uniti                    | 66                |
| Stati Uniti (Dance/Electronic) | 1                 |